# Xambes
Xambes est une commune du Sud-Ouest de la France, située dans le département de la Charente (région Nouvelle-Aquitaine).

## Géographie

### Localisation et accès
Xambes est une petite commune située à 20 km au nord d'Angoulême et 4 km au nord-ouest de Saint-Amant-de-Boixe, entre la vallée de la Charente et la forêt de Boixe.
Le bourg de Xambes est aussi à 7 km au nord de Vars, 8 km au sud-ouest de Mansle, 11 km au sud-est d'Aigre, 14 km à l'est de Rouillac.
À l'écart des grands axes de communication, la commune est traversée par la D 32, petite route départementale reliant Saint-Amant à Luxé.
La D 737 entre Angoulême et Aigre passe à Vouharte, à 2,5 km au sud-ouest du bourg, et la D 360 relie les deux localités. Depuis la route nationale 10 entre Angoulême et Poitiers qui passe 7 km à l'est, on accède à Xambes par Tourriers en venant d'Angoulême ou Mansle en venant de Ruffec.
La gare la plus proche est celle de Luxé, desservie par des TER à destination d'Angoulême, Poitiers et Bordeaux. La LGV Sud Europe Atlantique traverse la commune depuis 2017.

### Hameaux et lieux-dits
La commune ne compte aucun hameau et tout l'habitat est groupé au bourg.

### Communes limitrophes
| Coulonges | Villognon            |         |
| Vouharte  | Xambes               | Vervant |
|           | Saint-Amant-de-Boixe |         |

### Géologie et relief
Le sol de la commune, de nature karstique, est constitué de calcaire datant du Jurassique supérieur (Kimméridgien). Il constitue le plateau de la Boixe,,.
Le point culminant de la commune est à une altitude de 131 m, situé au réservoir en limite de commune au sud-ouest du bourg. Le point le plus bas est à 67 m, situé à l'extrémité nord. Le bourg est à 99 m d'altitude.

### Hydrographie

#### Réseau hydrographique

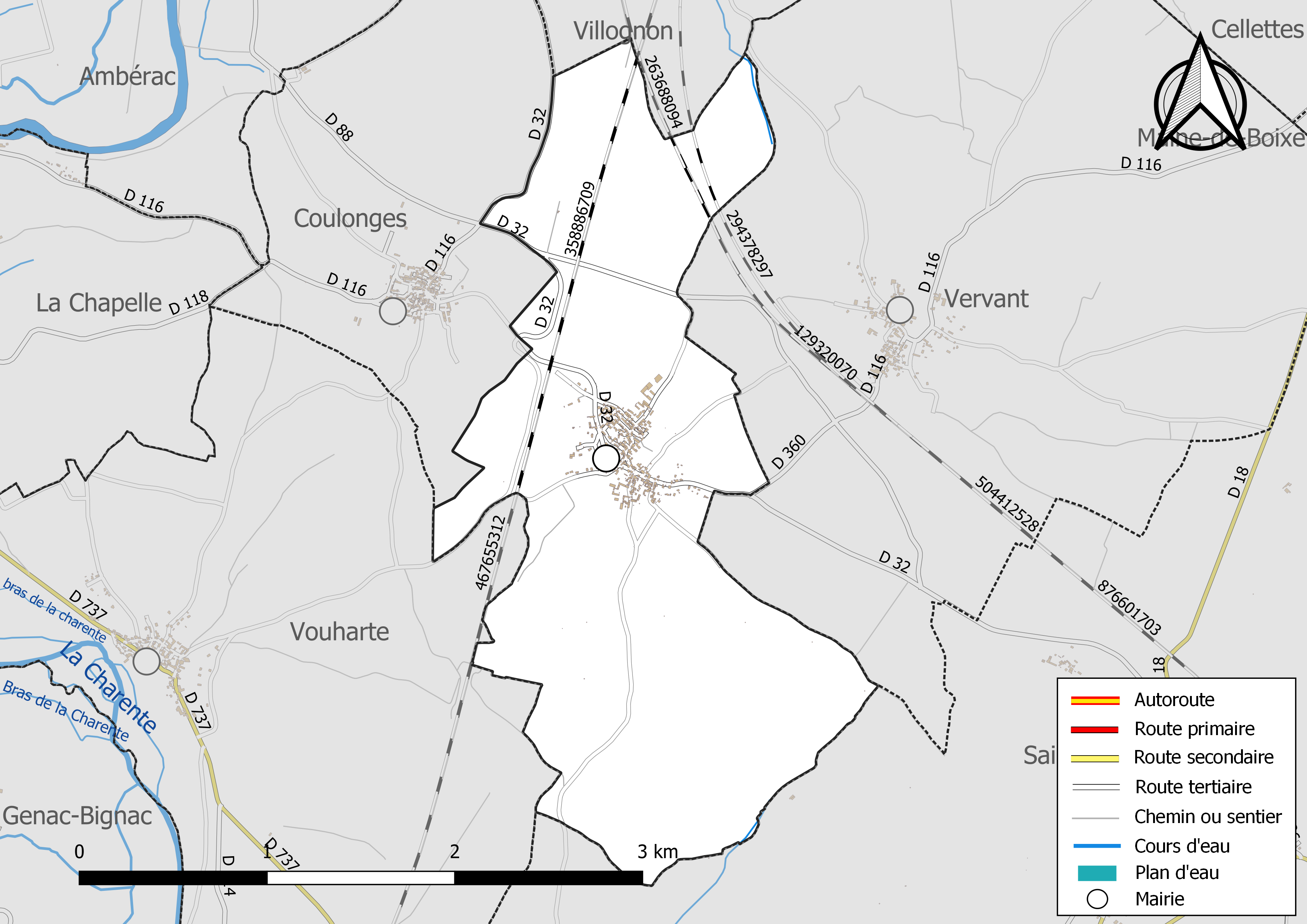
Réseaux hydrographique et routier de Xambes.

La commune est située dans le bassin versant de la Charente au sein du Bassin Adour-Garonne. Elle est drainée par le ruisseau de la Brangerie et le ruisseau des Sept Fonts, qui constituent un réseau hydrographique de 1 km de longueur totale,.
Aucun cours d'eau ne traverse la commune.
Cependant, on trouve en limite sud la source des Sept-Fonts qui donne naissance à un petit ruisseau du même nom, qui se dirige vers le sud et se jette dans la Charente à Montignac.
Au nord de la commune, le ruisseau intermittent de la Brangerie se jette dans la Charente à Villognon.
Au pied du bourg il y a une fontaine.

#### Gestion des eaux
Le territoire communal est couvert par le schéma d'aménagement et de gestion des eaux (SAGE) « Charente ». Ce document de planification, dont le territoire correspond au bassin de la Charente, d'une superficie de 9 300 km2, a été approuvé le 19 novembre 2019. La structure porteuse de l'élaboration et de la mise en œuvre est l'établissement public territorial de bassin Charente. Il définit sur son territoire les objectifs généraux d’utilisation, de mise en valeur et de protection quantitative et qualitative des ressources en eau superficielle et souterraine, en respect des objectifs de qualité définis dans le troisième SDAGE  du Bassin Adour-Garonne qui couvre la période 2022-2027, approuvé le 10 mars 2022.

### Climat
Comme dans les trois quarts sud et ouest du département, le climat est océanique aquitain.

## Urbanisme

### Typologie
Au 1er janvier 2024, Xambes est catégorisée commune rurale à habitat dispersé, selon la nouvelle grille communale de densité à 7 niveaux définie par l'Insee en 2022.
Elle est située hors unité urbaine. Par ailleurs la commune fait partie de l'aire d'attraction d'Angoulême, dont elle est une commune de la couronne,. Cette aire, qui regroupe 94 communes, est catégorisée dans les aires de 50 000 à moins de 200 000 habitants,.

### Occupation des sols
L'occupation des sols de la commune, telle qu'elle ressort de la base de données européenne d’occupation biophysique des sols Corine Land Cover (CLC), est marquée par l'importance des territoires agricoles (83,8 % en 2018), une proportion sensiblement équivalente à celle de 1990 (84,2 %). La répartition détaillée en 2018 est la suivante : 
terres arables (83,3 %), forêts (9,9 %), zones urbanisées (6,3 %), prairies (0,5 %). L'évolution de l’occupation des sols de la commune et de ses infrastructures peut être observée sur les différentes représentations cartographiques du territoire : la carte de Cassini (XVIIIe siècle), la carte d'état-major (1820-1866) et les cartes ou photos aériennes de l'IGN pour la période actuelle (1950 à aujourd'hui).

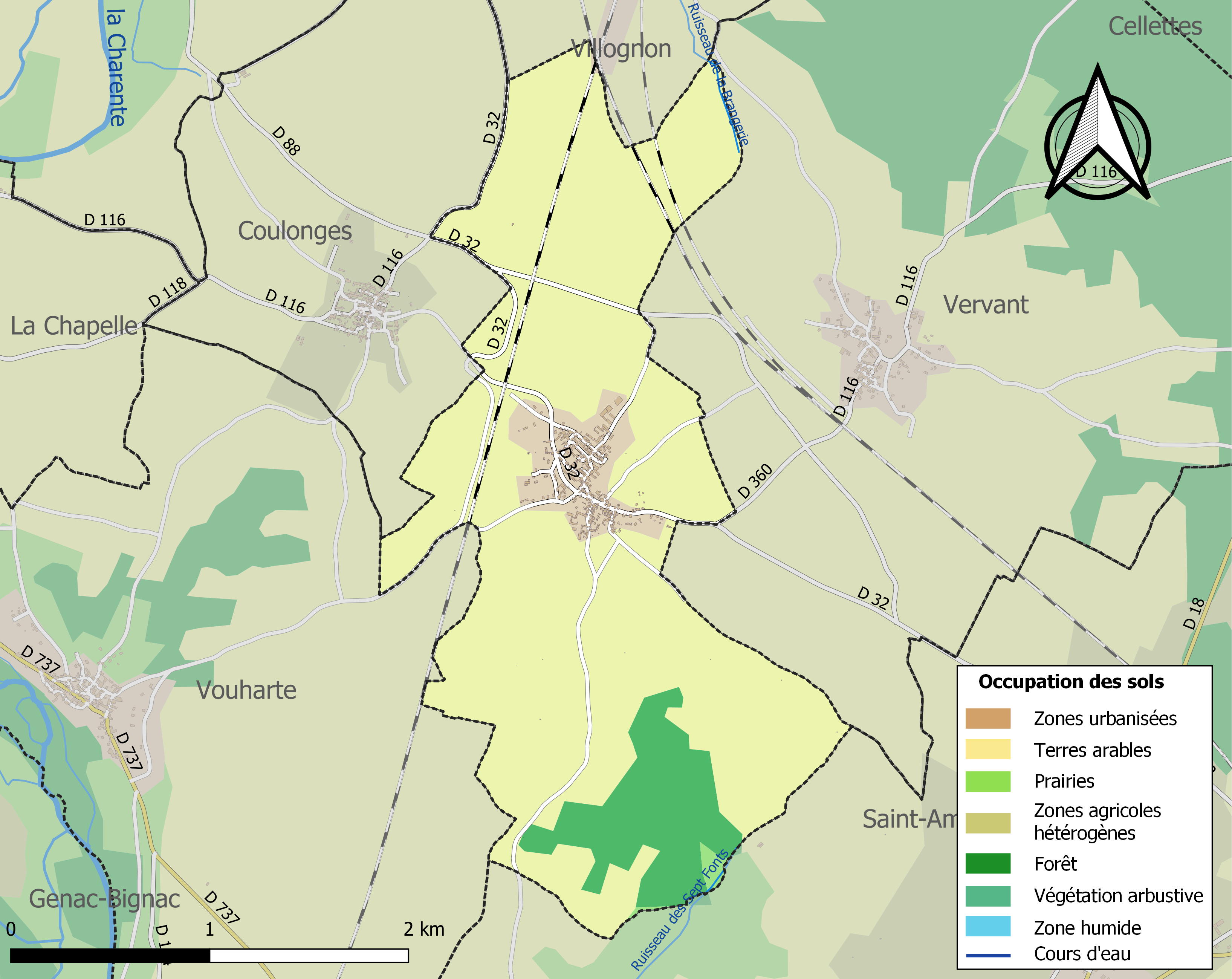
Carte des infrastructures et de l'occupation des sols de la commune en 2018 (CLC).

### Risques majeurs
Le territoire de la commune de Xambes est vulnérable à différents aléas naturels : météorologiques (tempête, orage, neige, grand froid, canicule ou sécheresse) et séisme (sismicité modérée). Un site publié par le BRGM permet d'évaluer simplement et rapidement les risques d'un bien localisé soit par son adresse soit par le numéro de sa parcelle.

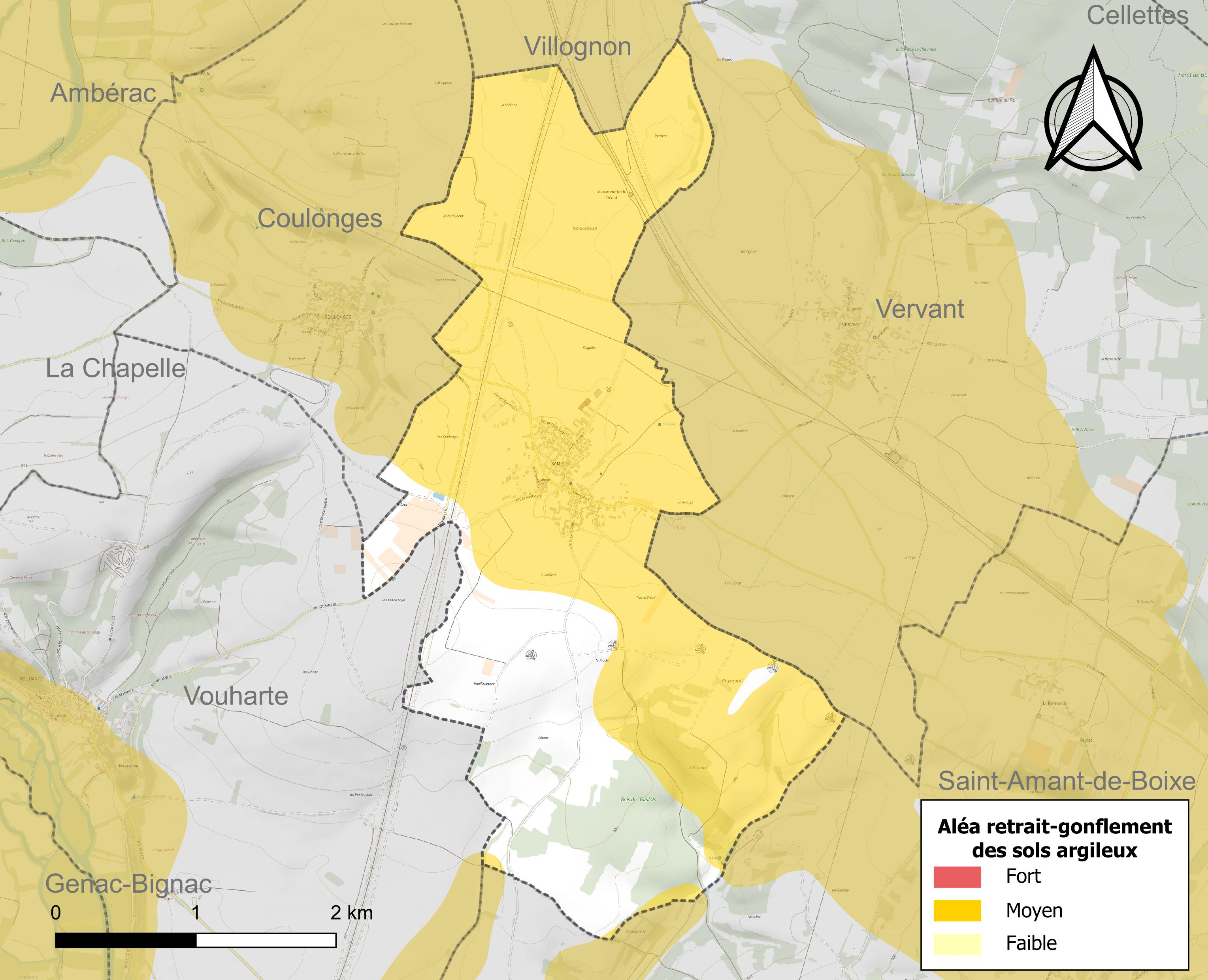
Carte des zones d'aléa retrait-gonflement des sols argileux de Xambes.

Le retrait-gonflement des sols argileux est susceptible d'engendrer des dommages importants aux bâtiments en cas d’alternance de périodes de sécheresse et de pluie. 69,9 % de la superficie communale est en aléa moyen ou fort (67,4 % au niveau départemental et 48,5 % au niveau national). Sur les 150 bâtiments dénombrés sur la commune en 2019,  150 sont en aléa moyen ou fort, soit 100 %, à comparer aux 81 % au niveau départemental et 54 % au niveau national. Une cartographie de l'exposition du territoire national au retrait gonflement des sols argileux est disponible sur le site du BRGM,.
Par ailleurs, afin de mieux appréhender le risque d’affaissement de terrain, l'inventaire national des cavités souterraines permet de localiser celles situées sur la commune.
La commune a été reconnue en état de catastrophe naturelle au titre des dommages causés par les inondations et coulées de boue survenues en 1982, 1983 et 1999. Concernant les mouvements de terrains, la commune a été reconnue en état de catastrophe naturelle au titre des dommages causés par des mouvements de terrain en 1999.

## Toponymie
Les formes anciennes sont Centum bene en 991, ecclesiam Centum bonorum en 1160, Centum bonis, Centbes, Sembesio en 1296, Sambis, Cenbesio en 1299, Cembesio, Cembes en 1296.
L'origine du nom de Xambes est obscure. Elle serait issue du latin Centum bona qui signifie « les cent richesses », car au Moyen Âge, les reliques trouvées dans un puits auraient attiré de nombreux dons des pèlerins. Albert Dauzat, lui, préfère faire remonter cette origine à un nom de personne aquitain Sembenus, dérivé de Sembus.
Créée Xambre en 1793, elle est devenue Xambe en 1801 puis Xambes. Elle est cependant orthographiée Xambe sur la carte de Cassini de 1750, puis Xambes en 1850.

## Histoire
Xambes était situé sur un chemin saunier qui partait du port de Basseau et l'on y acquittait un péage.
Au début du XIe siècle, Xambes fut un lieu de pèlerinage prisé. En effet, d'après le cartulaire de l'abbaye de Saint-Amant-de-Boixe, en  1160, on aurait trouvé dans un puits situé près de l'église actuelle des reliques de sainte Marie-Madeleine et de saint Vincent. Ce puits a fait l'objet de pèlerinages et aurait accompli des miracles.
Au XIXe siècle, avant la crise du phylloxéra, la commune tirait une bonne partie de ses revenus de la vente de ses vins.

## Administration
| Période                                  | Période  | Identité           | Étiquette | Qualité |
| ---------------------------------------- | -------- | ------------------ | --------- | ------- |
| Les données manquantes sont à compléter. |          |                    |           |         |
| avant 1988                               | 1995     | Camille Séjourné   |           |         |
| depuis 1995                              | En cours | Jean-Louis Stasiak | SE        | Artisan |

En 2008 les élus de Xambes se sont fédérés à l'initiative des élus du Pays ruffécois avec 17 communes du Nord-Charente et 5 des Deux-Sèvres en une fédération qui demande des compensations aux nuisances que va leur apporter la LGV Sud Europe Atlantique.

## Démographie

### Évolution démographique
L'évolution du nombre d'habitants est connue à travers les recensements de la population effectués dans la commune depuis 1793. Pour les communes de moins de 10 000 habitants, une enquête de recensement portant sur toute la population est réalisée tous les cinq ans, les populations de référence des années intermédiaires étant quant à elles estimées par interpolation ou extrapolation. Pour la commune, le premier recensement exhaustif entrant dans le cadre du nouveau dispositif a été réalisé en 2004.

En 2022, la commune comptait 235 habitants, en évolution de −24,68 % par rapport à 2016 (Charente : −0,48 %, France hors Mayotte : +2,11 %).
| 1793 | 1800 | 1806 | 1821 | 1831 | 1841 | 1846 | 1851 | 1856 |
| ---- | ---- | ---- | ---- | ---- | ---- | ---- | ---- | ---- |
| 547  | 576  | 568  | 606  | 621  | 622  | 666  | 626  | 579  |

| 1861 | 1866 | 1872 | 1876 | 1881 | 1886 | 1891 | 1896 | 1901 |
| ---- | ---- | ---- | ---- | ---- | ---- | ---- | ---- | ---- |
| 590  | 587  | 608  | 544  | 489  | 406  | 356  | 342  | 324  |

| 1906 | 1911 | 1921 | 1926 | 1931 | 1936 | 1946 | 1954 | 1962 |
| ---- | ---- | ---- | ---- | ---- | ---- | ---- | ---- | ---- |
| 343  | 376  | 326  | 320  | 306  | 316  | 328  | 298  | 289  |

| 1968 | 1975 | 1982 | 1990 | 1999 | 2004 | 2006 | 2009 | 2014 |
| ---- | ---- | ---- | ---- | ---- | ---- | ---- | ---- | ---- |
| 300  | 284  | 297  | 320  | 320  | 313  | 312  | 297  | 312  |

| 2019 | 2022 | - | - | - | - | - | - | - |
| ---- | ---- | - | - | - | - | - | - | - |
| 254  | 235  | - | - | - | - | - | - | - |

### Pyramide des âges
La population de la commune est relativement âgée.
En 2018, le taux de personnes d'un âge inférieur à 30 ans s'élève à 27,2 %, soit en dessous de la moyenne départementale (30,2 %). À l'inverse, le taux de personnes d'âge supérieur à 60 ans est de 38,2 % la même année, alors qu'il est de 32,3 % au niveau départemental.
En 2018, la commune comptait 139 hommes pour 134 femmes, soit un taux de 50,92 % d'hommes, largement supérieur au taux départemental (48,41 %).
Les pyramides des âges de la commune et du département s'établissent comme suit.
| Hommes | Classe d’âge | Femmes |
| ------ | ------------ | ------ |
| 2,3    | 90 ou +      | 3,2    |
| 10,9   | 75-89 ans    | 11,2   |
| 24,8   | 60-74 ans    | 24,0   |
| 20,2   | 45-59 ans    | 24,0   |
| 12,4   | 30-44 ans    | 12,8   |
| 14,7   | 15-29 ans    | 15,2   |
| 14,7   | 0-14 ans     | 9,6    |

| Hommes | Classe d’âge | Femmes |
| ------ | ------------ | ------ |
| 1      | 90 ou +      | 2,7    |
| 9,2    | 75-89 ans    | 12     |
| 20,6   | 60-74 ans    | 21,3   |
| 20,7   | 45-59 ans    | 20,3   |
| 16,8   | 30-44 ans    | 16     |
| 15,6   | 15-29 ans    | 13,4   |
| 16,1   | 0-14 ans     | 14,3   |

## Économie

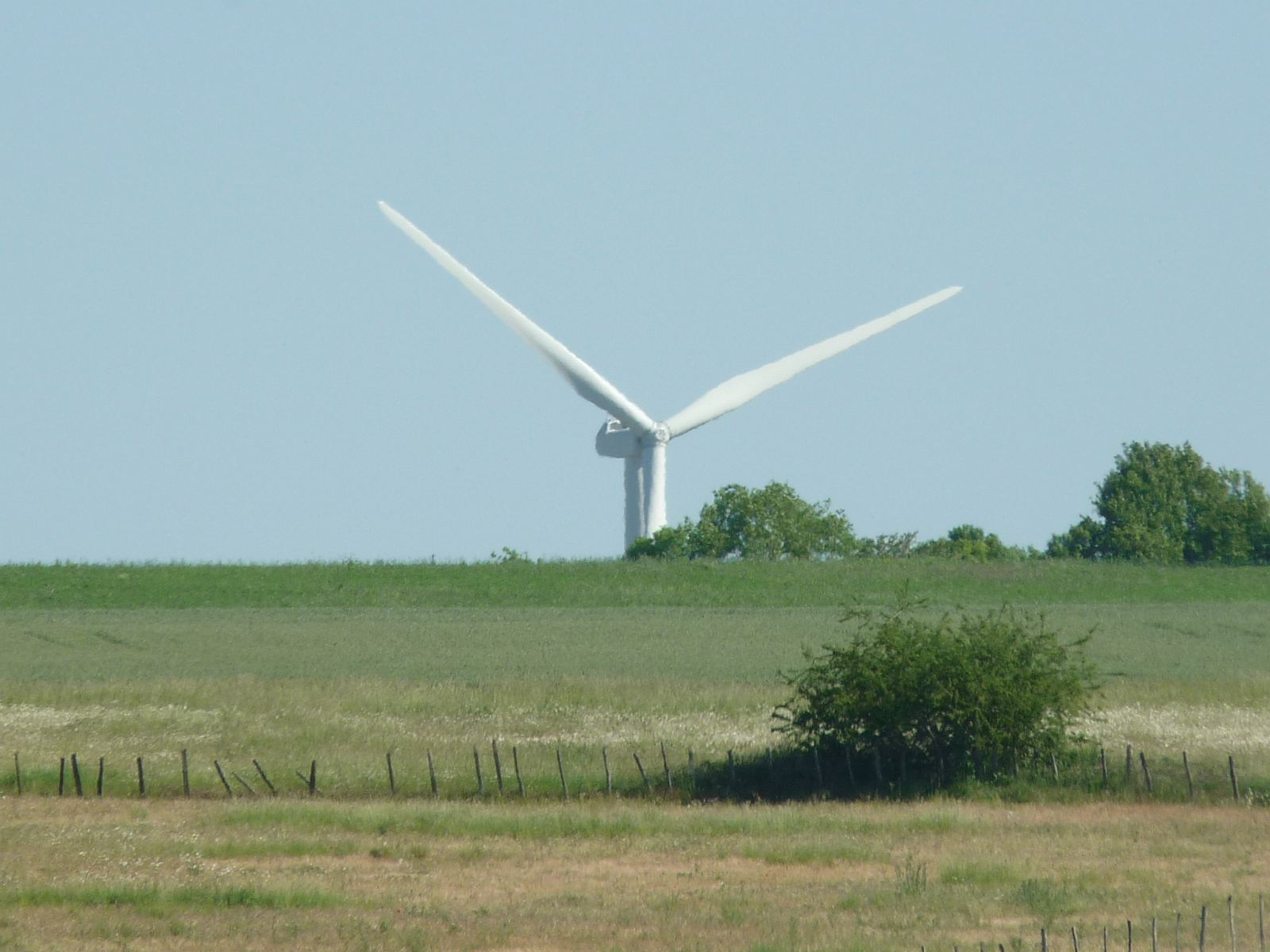
Parc éolien.

### Agriculture
L'agriculture est la principale ressource, et une coopérative agricole est présente dans la commune.

### Industrie
Le parc éolien du lieu-dit la Prade fournit de l'électricité depuis 2008.

### Commerces
Il y a des artisans à Xambes : maçon, électricien, deux plombier, un garagiste tolier peintre, des entreprises de transport: taxi et transporteur.
Il y a une boulangerie.

## Équipements, services et vie locale

### Enseignement
L'école est un RPI entre Villognon et Xambes. Villognon accueille l'école élémentaire et Xambes l'école primaire Paul-Buard, qui a une classe de maternelle et une classe d'élémentaire. Le secteur du collège est Saint-Amant-de-Boixe.

## Lieux et monuments

### Patrimoine religieux
L'église paroissiale Notre-Dame construite au XIe siècle puis au XIIe siècle et au XIIIe siècle a été très restaurée à la fin du XIXe siècle. Elle a été inscrite monument historique le 13 novembre 1969.

L'église Notre-Dame
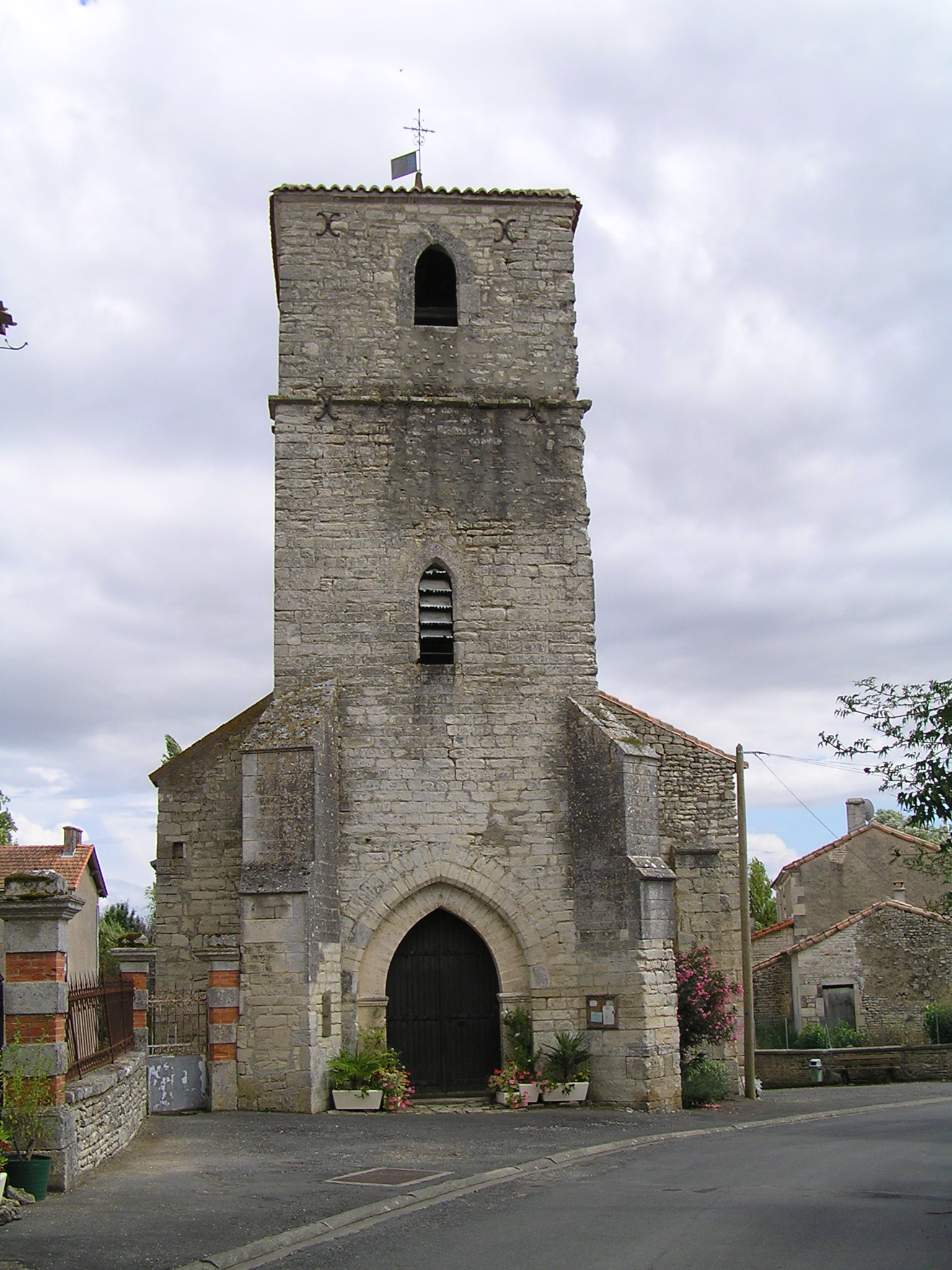
La façade et le clocher.
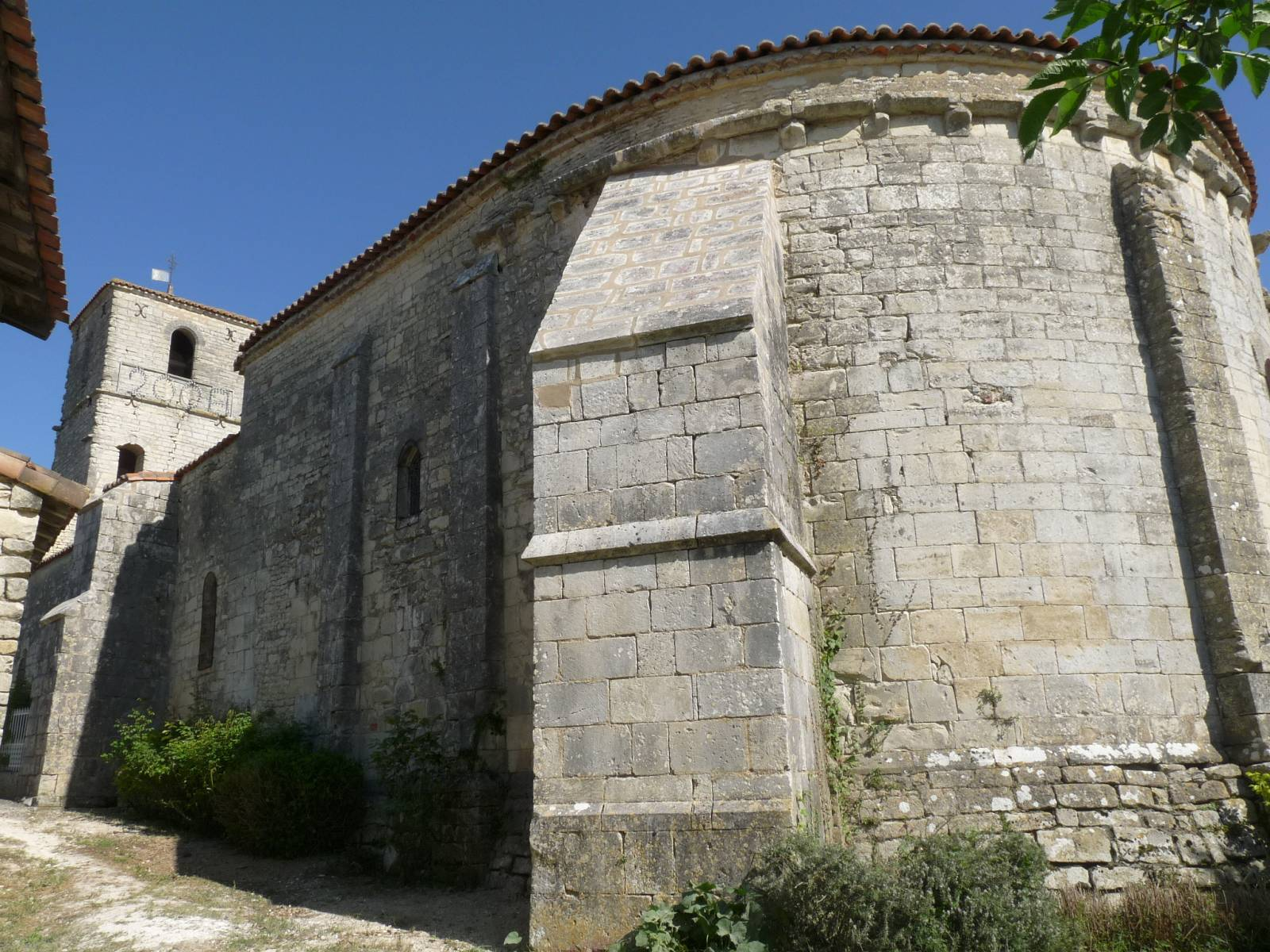
L'abside.
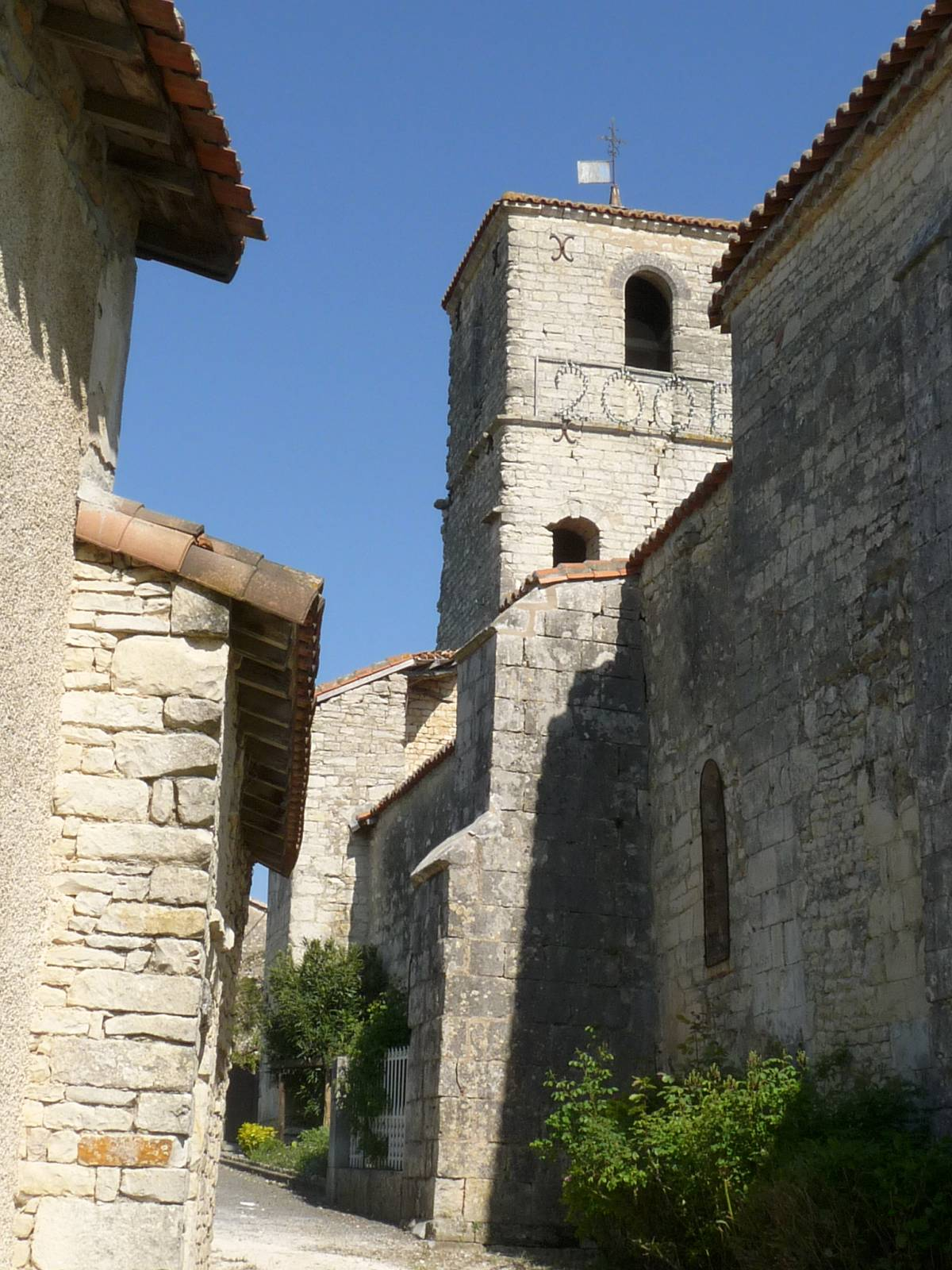
Le côté.
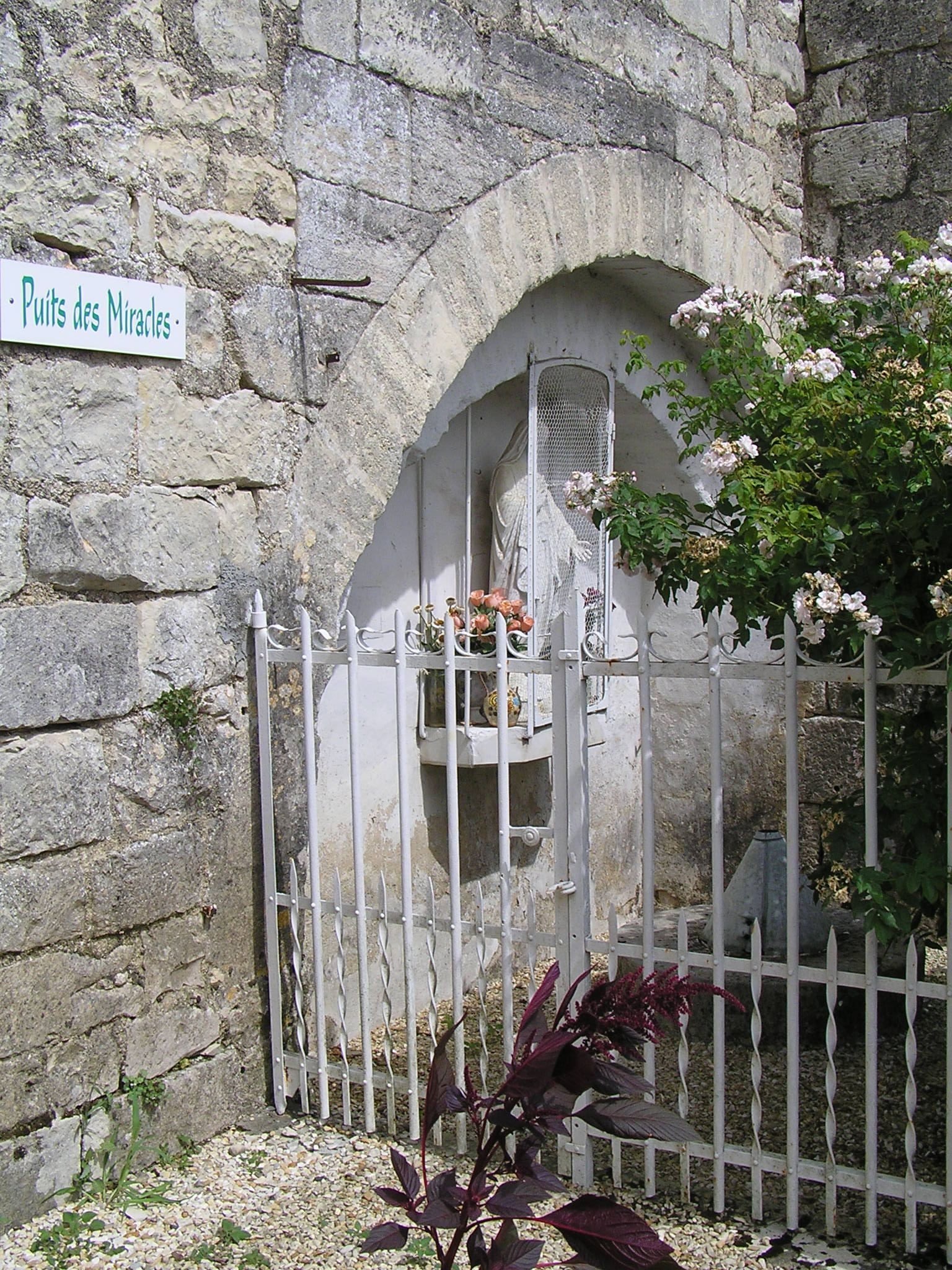
Le Puits des Miracles.

### Patrimoine civil
Le lavoir et sa fontaine sont remarquables.

Lavoir-fontaine
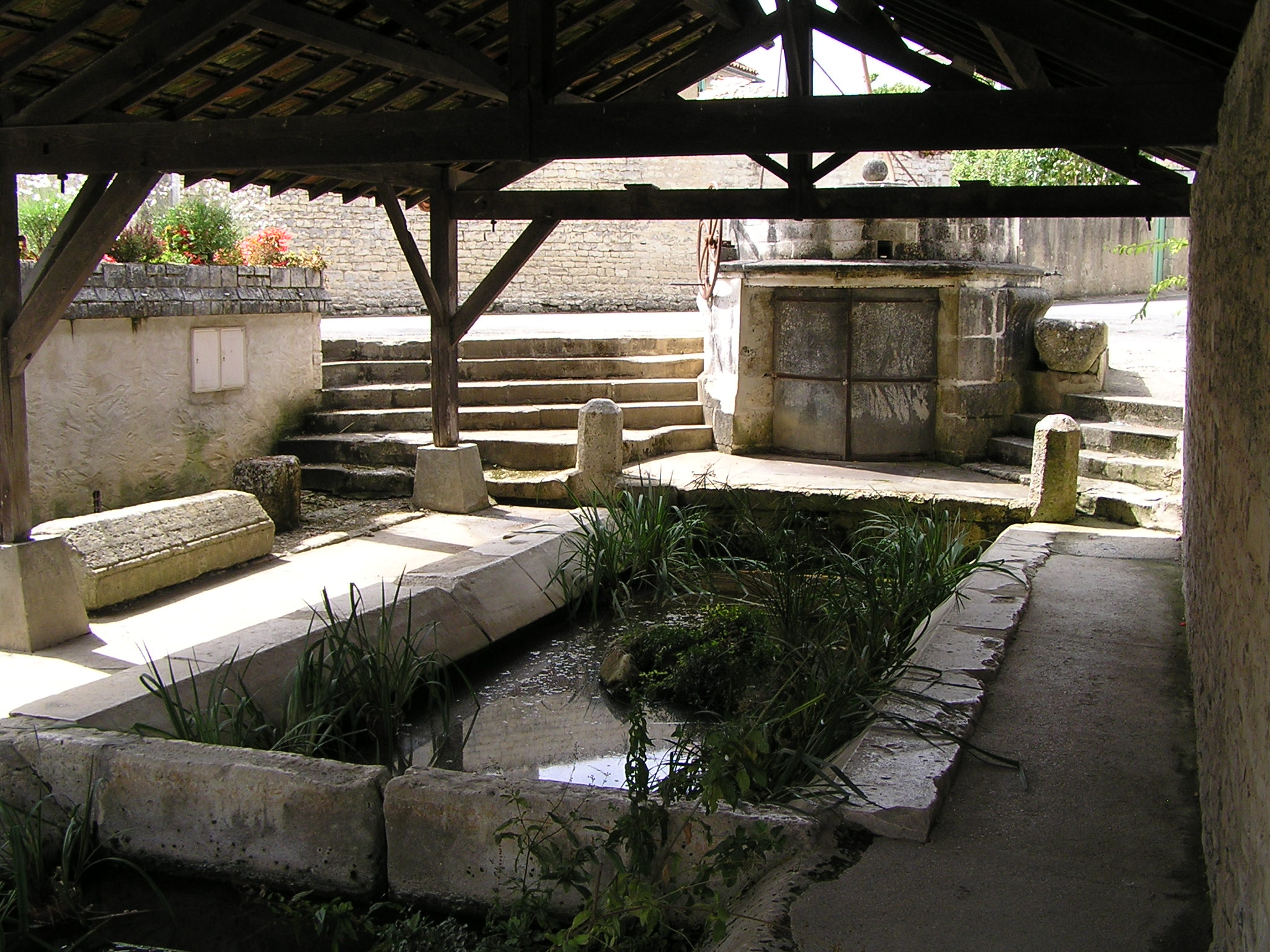
Le lavoir.
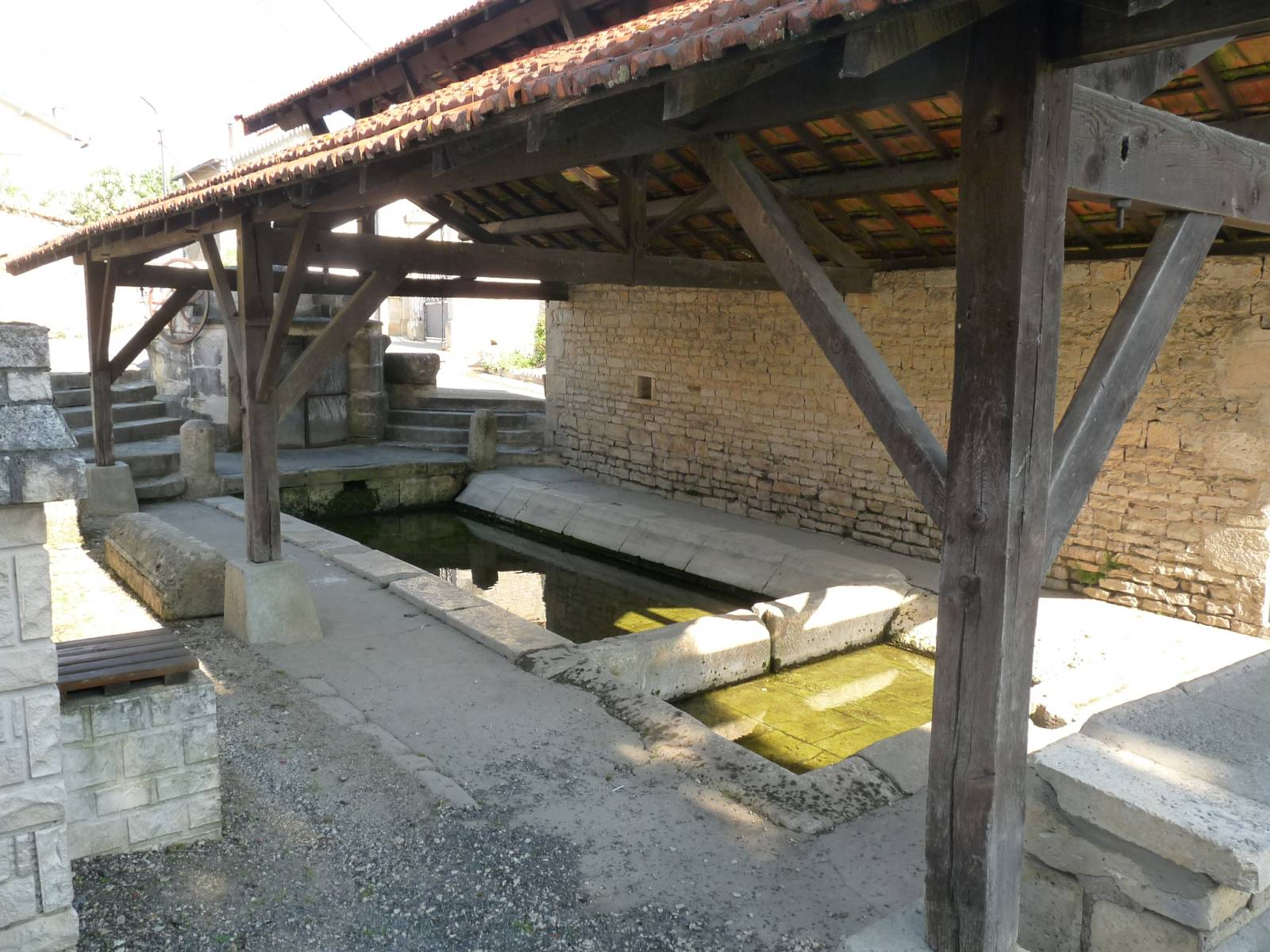
Autre vue.
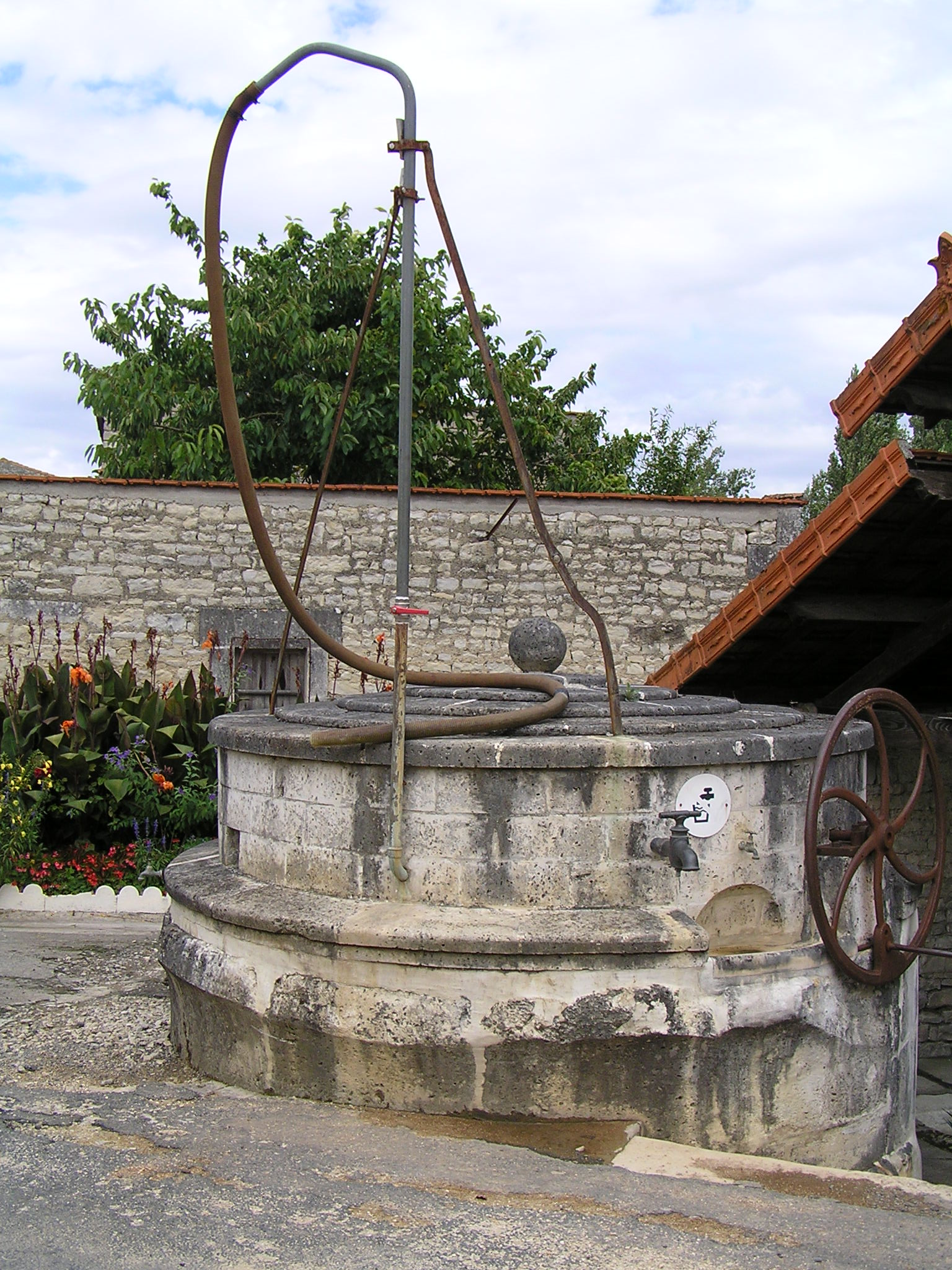
La fontaine.
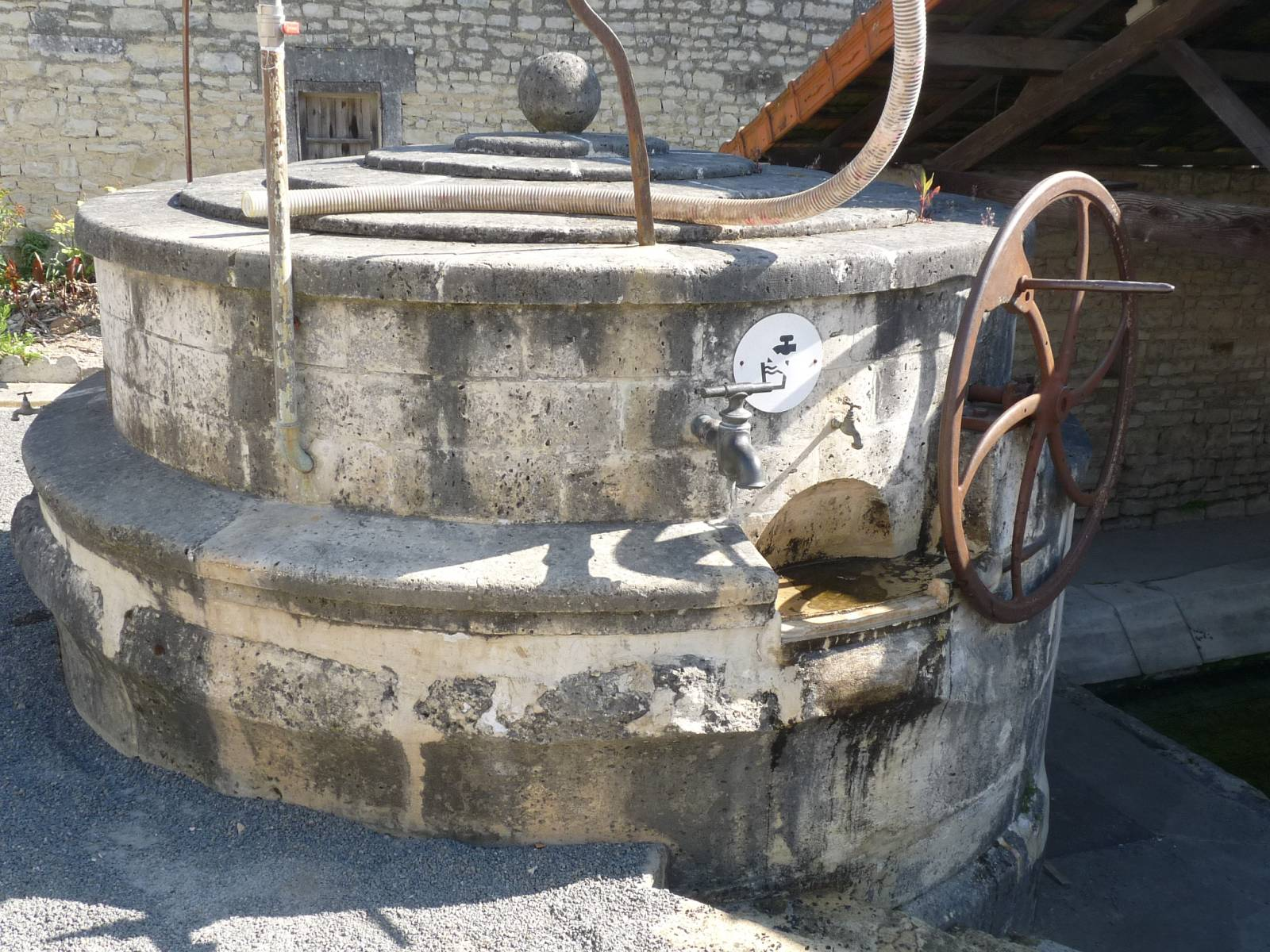
Les robinets.

### Patrimoine environnemental
Xambes est un village fleuri : maisons, côtés de l'église, lavoir.
Dans son palmarès 2024, le Conseil national de villes et villages fleuris de France a attribué deux fleurs à la commune.

## Personnalités liées à la commune

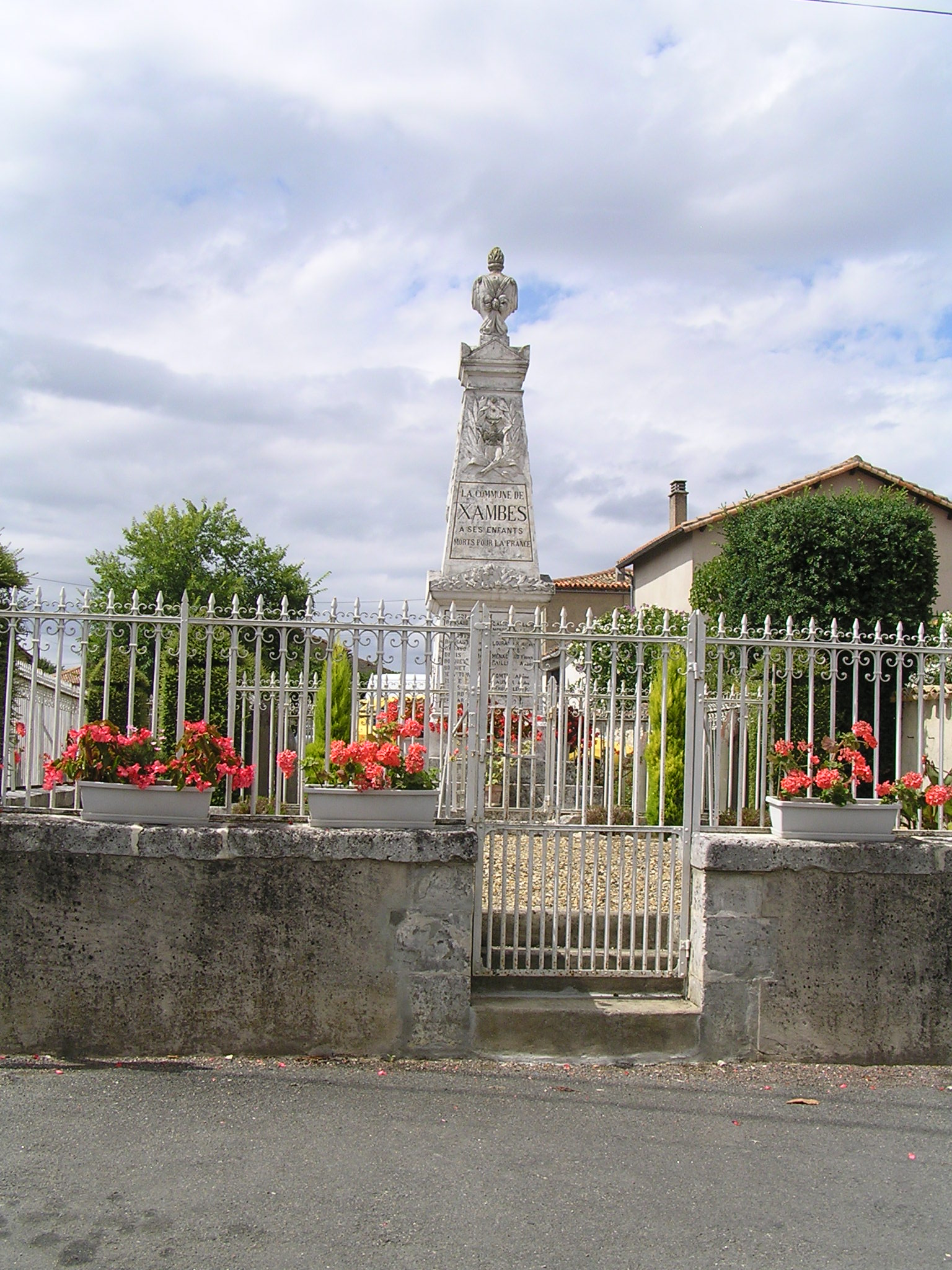
Le monument aux morts.